# 多米尼克·阿曼托
多米尼克·阿曼托（英語：Dominic Armato，1976年11月18日—）是美國芝加哥市出身的電子遊戲、動畫男性配音員。

## 經歷
起初在擔任配音員時，阿曼托在一些動畫中擔任簡單的配角職務。
而阿曼托於年輕時便熱衷LucasArts所推出的電子冒險遊戲，尤其是《猴島小英雄》系列作品。在1997年LucasArts發行《猴島小英雄》第三作《猴島的詛咒》前幾個月，阿曼托曾向友人開玩笑說他會是《猴島的詛咒》中遊戲主角「蓋伯拉許·崔普伍德」的配音人選。隨後阿曼托則確實如他所言；成為蓋伯拉許的配音員。而往後《猴島小英雄》作品中關於主角蓋伯拉許的配音皆全由阿曼托擔任，他並也在LucasArts旗下所推出的各種星際大戰題材電子遊戲參與配音。
除從事配音工作外，阿曼托另擁有名為「Skillet Doux」的個人網站，內容為阿曼托撰寫關於食物料理的文章。

## 參與作品

### 動畫
- Aaahh!!! Real Monsters（1996年）：麥克
- 科幻特攻（1997-1998年）
- 酷斯拉系列（1999年）
- Rocket Power（1999-2003年）：Sputz Ringley
- 基因攻防戰（2003年）：天際博人

### 電子遊戲
- 猴島的詛咒（1997年）：蓋伯拉許·崔普伍德
- 星際大戰首部曲：威脅潛伏（1999年）：那卜星士兵等人物
- 星際大戰：同盟鐵翼（1999年）：反叛軍人員等人物
- 星際大戰：星戰指揮官（2000年）：帝國風暴兵等人物
- 星際大戰首部曲：極速飛梭（2000年）：Ben Quadinaros、Clegg Holdfast
- 猴島小英雄 逃離猴島（2000年）：蓋伯拉許·崔普伍德
- 潛龍諜影2：自由之子（2001年）：海豹部隊人員
- 星際大戰：復仇賽車手（2002年）：Ben Quadinaros、Clegg Holdfast
- 絕地武士II：絕地浪子（2002年）：絕地武士等人物
- 猴島的秘密特別版（2009年）：蓋伯拉許·崔普伍德
- 猴島小英雄2：老查克的復仇特別版（2009年）：蓋伯拉許·崔普伍德
- 猴島傳說（2009年）：蓋伯拉許·崔普伍德
- 重返猴島（2022年）：蓋伯拉許·崔普伍德

## 外部連結
- 多米尼克·阿曼托在互联网电影资料库（IMDb）上的資料（英文）